# بارمينيدس
بارمينيدس (بالإغريقية: Παρμενίδης)‏‏ (540 ق.م - 480 ق.م) هو فيلسوف يوناني ولد في القرن السادس قبل الميلاد في إيليا وهو من فلاسفة عصر ما قبل سقراط
وقد ترك لنا بارمنيدس قصيدة «في الطبيعة» التي يذكر فيها ما يعتقد أنه الحقيقة المطلقة على نحو دوجماطيقي يقيني.

## أفكاره
كان يرى بارمينيدس أن كل ما هو موجود قد وجد منذ الأبد. فلا يولد شيء من لا شيء، وما ليس موجوداً لا يمكن أن يُصبح شيئاً. ورُغم أن حواسُه تلحظ تحول الأشياء إلا أن عقله لا يُصدقها. وتركز عمله كفيلسوف في تأكيد خيانة الحواس، بكل أشكالها.
وهو كان يؤمن بالعقلانية وهو الإيمان الوطيد بعقل الإنسان، ويؤمن بأن العقل هو مصدر كل معرفة بالعالم.